# しるさ
しるさ（1982年11月8日 - ）は、日本の女優。東京都出身。昭和芸能舎所属（2003年より）。在日韓国人三世。本名は、康 実紗（강 실사）。
身長:155cm。B:87cm、W:67cm、H:89cm。靴のサイズ:24.0cm。特技は韓国語。趣味は歌うこと。

## 出演

### 映画
- パッチギ!（2005年1月22日公開）
- パッチギ! LOVE&PEACE（2007年5月19日公開）
- ゲゲゲの鬼太郎
- EDEN（2012年11月17日公開）

### テレビドラマ
- ビューティフルレイン（2012年 - 9月、フジテレビ） - 看護師 役[3]
- かすてぃら（2013年7月7日 - 8月4日、NHK BSプレミアム）
- そんじょそこら商店街（2014年3月12日、NHK BSプレミアム） - 天野智子 役
- 連続テレビ小説 マッサン（2014年9月 - 、NHK） - 秋 役
- 昭和元禄落語心中（2018年） ‐ アキコ
- 連続テレビ小説 ちむどんどん (2022年) - 金城トミ 役

### 舞台
- 舞台「フラガール'24」（2024年10月1日 - 27日、赤坂RED/THEATER 他）[4]